# Doliogethes imbutatus
Doliogethes imbutatus är en tvåvingeart som beskrevs av Hesse 1938. Doliogethes imbutatus ingår i släktet Doliogethes och familjen svävflugor. Inga underarter finns listade i Catalogue of Life.